# NGC 1898
NGC 1898 (другое обозначение — ESO 56-SC90) — шаровое скопление в созвездии Золотой Рыбы, расположенное в Большом Магеллановом Облаке. Открыто Джеймсом Данлопом в 1826 году. Описание Дрейера: «тусклый, довольно маленький объект круглой формы». В прошлом считалось, что Данлоп не наблюдал NGC 1898 и что первооткрывателем был Джон Гершель.
Изучение скопления затрудняется достаточно богатым полем галактики на фоне NGC 1898, которое имеет сложную историю звездообразования. Возраст же скопления составляет около 200 миллионов лет.
Этот объект входит в число перечисленных в оригинальной редакции «Нового общего каталога».